# 後個人電腦時代
後個人電腦時代（Post-PC era，亦译为后PC时代）是蘋果公司提出的詞彙，類似微軟公司描述的PC+。描述2010以後的電子消費品市場，個人電腦的地位不斷下降並有利於其他設備。如智能手機和平板電腦，並促進雲計算的移動和跨平台的 Web 應用程序。

## 解釋
賈伯斯於2007年D5說:
我認為個人電腦會延續下去，這種通用設備會以不同的形式一直與我們同在，無論它是平板電腦還是筆電，又或者是普通的桌面電腦。所以我認為以後PC會成為大多數人都擁有的設備。但是現在一種爆發性的增長已經發生在了那些“後個人電腦設備”上，是吧？你可以把iPod當做後PC設備的一種……有一類設備並不像傳統的通用設備一樣，它們更注重於一些特定功能，無論是手機、iPod、Zune或者其他設備都是這樣。我認為這類設備將會持續性地創造革新，我們也會越來越多地看到它們。——Steve Jobs，http://www.theverge.com/apple/2012/7/12/3151491/fighting-words-apple-post-pc-microsoft-pc-plus
蘋果公司於2010年第一次使用後PC時代一詞來形容公司三項成功的移動設備： iPod（2001）， iPhone（2007年）和iPad （2010）。蘋果公司 CEO 提姆·庫克（Tim Cook）宣布，該公司在2011年售出了172萬台"後PC"設備（共佔公司總收入的76％），並在第四季度售出的iPad公司比個人電腦的全球銷量更佳。 

## 特徵
提姆·庫克（Tim Cook）描述世界的PC將不再有只是一個人的數字生活的中心，移動設備如平板電腦和智慧手機將是“更便攜，更個性化和極大地簡化到任何個人電腦。傳統的應用將強調支持的移動應用程序及Web應用程序使用新的Web應用程序框架編寫，使用基於伺服器的軟件平台的API接口。
傑森·佩羅認為後個人電腦設備比較於1970年代的集中式主機計算機系統，是更靈活的和異構的基礎設施上運行的在線服務。為企業開始過渡到在線應用程序，將更多地使用桌面虛擬化運行傳統的PC應用程序。